# Gare de Clabecq
La gare de Clabecq est une gare ferroviaire belge des lignes 106, de Lembeek à Écaussinnes et 115, de Braine-l’Alleud à Rognon, via Tubize située à Clabecq sur la commune de Tubize, dans la province du Brabant wallon en Région wallonne. Depuis 1984, elle est seulement utilisée par des trains de marchandises en lien avec les hauts-fourneaux (détruits depuis) et le laminage d'acier.

## Situation ferroviaire
La gare de Clabecq est établie au point kilométrique (PK) 3,6 de la ligne 106, de Lembeek à Écaussinnes, entre la gare de Lembeek et la halte fermée d'Oisquercq, et au PK 12,5 de la ligne 115, de Braine-l’Alleud à Rognon, via Tubize, entre la gare de Tubize et la halte de Nidérand (fermée).
Les lignes 106 et 115 sont en service et électrifiées jusqu'aux faisceaux marchandises à la sortie de la gare de Clabecq. Au delà, quelques centaines de mètres sont utilisés comme raccordement aux laminoirs de Clabecq, le reste est démantelé.

## Histoire

### Desserte ferroviaire de Tubize et Clabecq
Le chemin de fer fait son apparition à Tubize le 18 mai 1840 lorsque circule le premier train sur la « ligne du Midi » destinée à relier Bruxelles à la frontière française et Valenciennes. Les travaux progressent vers Soignies l'année suivante et la frontière est atteinte en 1842. Il n'y a alors pas de voie ferrée vers Clabecq malgré la présence des Forges de Clabecq, spécialisées dans le travail puis la production de fer ; le canal Charleroi-Bruxelles est alors utilisé. À Tubize, de nombreuses industries prospèrent autour de la ligne ferroviaire.
En 1870, l’État belge concède aux Bassins houillers du Hainaut la construction pour son compte d'un chemin de fer de Lembecq à Rebecq-Rognon se prolongeant vers le canal de Charleroi et d'une autre ligne des Écaussinnes à Ronquières. Il n'est alors pas question de prolonger cette dernière ligne jusque Tubize, doublant ainsi le canal par une voie ferroviaire, ni de demander une extension de la première jusque Braine-l'Alleud (cette ville n'est d'ailleurs pas reliée au rail à l'époque).
Toutefois, le cahier des charges est modifié[Quand ?] et prévoit finalement de faire de Clabecq, idéalement situé au bord du canal, le point de confluence entre les lignes d’Écaussinnes et de Rognon lesquelles courraient ensuite en direction de Lembeek et Tubize sur la ligne de Bruxelles à Mons. De même, on reliera Tubize à Braine-l'Alleud, la raccordant à la nouvelle ligne raccourcissant le trajet entre Bruxelles et Charleroi.

### Mise en service
Les sections Tubize - Clabecq et Clabecq - Virginal sont terminées le 14 ou le 21 janvier 1884. Le reste de la ligne 106 (Lembeek - Clabecq et Virginal - Écaussinnes) est terminé le 20 mai de la même année et la ligne 115 vers Braine-l'Alleud entre en service le 15 septembre 1885.

### Les Forges de Clabecq
En dehors des trains de voyageurs vers Écaussinnes, Braine-l'Alleud et Rebecq ainsi que des trains de marchandises desservant les industries, carrières et exploitations agricoles, le trafic de et vers les Forges de Clabecq prend une importance grandissante. En 1910, l'usine réalise seulement la transformation de fer et d'acier produit ailleurs, avec un laminoir et un train à tôles ainsi que des ateliers réalisant des pièces métalliques. Afin de survivre à la concurrence et ne plus dépendre des fluctuations du prix des matériaux bruts, son directeur Auguste Simont décide d'y implanter un ensemble de hauts fourneaux alimentés par du minerai de fer provenant de l'Est de la France et par du coke majoritairement produit par les Fours à Coke de Vilvorde, une société créée pour l'occasion. Cet agrandissement nécessite une importante extension des installations de la gare ; les travaux démarrent en 1909 et le premier haut-fourneau est mis à feu en octobre 1910, suivi par un second treize mois plus tard. Pour le premier haut fourneau, les Chemins de fer de l’État belge acheminent chaque jour 900 t de minerai de fer, 300 de coke et 60 de chaux sans compter l'acier produit !
En 1964, alors que les trains de voyageurs vers Braine-l'Alleud ont disparu il y a 5 ans, la SNCB électrifie les lignes 106 et 115 en direction de Tubize et Lembeek ainsi qu'un faisceau de voies. L'usine sidérurgique génèrent alors un trafic quotidien de 150 wagons.

### Déclin
Le reste du trafic va cependant disparaître peu à peu : la ligne 115 étant exploitée en impasse depuis Clabecq, d'abord jusque Braine-le-Château (1959-1961) puis avec un terminus à Sart-Moulin jusqu'en 1981. Les rails sont par la suite arrachés mais le pont sur le canal reste utilisé par les trains industriels desservant le laminoir construit sur la rive opposée. L'électrification permet également la circulation de quelques trains de voyageurs électriques ayant pour terminus Clabecq.
Sur la ligne 106, les trains de voyageurs sont finalement supprimés le 3 juin 1984 et seuls quelques parcours spéciaux iront encore jusqu'aux quais de la gare de Clabecq ; les rails au-delà de l'usine étant retirés en avril 1989. L'usine elle-même est victime d'une première faillite en 1993 et est contrainte d'abandonner la fusion d'acier dix ans plus tard. De nombreux ouvriers se retrouvent sans emploi et une part importante des installations est démolie.
La fermeture et la démolition des hauts-fourneaux des Forges a porté un rude coup à Clabecq mais les sections électrifiées des lignes 106 et 115 y aboutissant restent utilisées par des trains de marchandises transportant les produits des laminoirs désormais rachetés par le groupe NLMK. Les terrains de l'usine démolie et une partie des voies de garage ont été dépollués en vue de redévelopper la zone en créant des habitations et de nouvelles entreprises.

## Patrimoine ferroviaire
Le bâtiment de la gare correspond à une version tardive du plan type 1873 des Chemins de fer de l'État belge. L'aile abritant le guichet, la salle des pas perdus et le service des colis comportait quatre travées à l'origine, plus tard portées à six. Il possède encore sa marquise de quai en fer au toit non vitré ainsi que l'un des quais.
Muré et abandonné, il a été mis en vente par la SNCB ainsi que les terrains avoisinants comprenant la halle à marchandises de style État belge.